# Stigmella armeniana
Stigmella armeniana là một loài bướm đêm thuộc họ Nepticulidae. Nó được tìm thấy ở Armenia.
Ấu trùng ăn Rhamnus sintenisii. They probably mine the leaves of their host.